# Адлер, Фридрих (архитектор)
Иоганн Генрих Фридрих Адлер (нем.  Johannes Heinrich Friedrich Adler; 18 октября 1827, Берлин — 15 сентября 1908, Берлин) — немецкий архитектор и археолог, историк архитектуры.

## Биография
Фридрих Адлер, сын берлинского торговца мукой Иоганна Карла Фридриха Адлера (1788—1857) и Марии Луизы Доротеи (урожденной Коханн; † 1866) был единственным ребёнком в семье. Тесные отношения с его дядей Фридрихом Генрихом Эдуардом Коханном, впоследствии главой городского совета и почётным гражданином Берлина, сыграли решающую роль в развитии Адлера. В 1845 году Адлер окончил среднюю школу (primus omnium) и вопреки воле отца прошёл ученичество на геодезиста, а в 1848 году поступил в Берлинскую строительную академию, где занимался под руководством Фридриха Штюлера и Иоганна Генриха Штрака. Он также испытал влияние архитекторов и исследователей архитектуры Карла Бёттихера и Фердинанда фон Арнима.
Признание, которым пользовался Адлер, способствовало его включению в комитет «Ассоциации помощи Германскому музею в Нюрнберге». В 1855 году он стал преподавателем университета и был назначен ассистентом Фердинанда фон Арнима в Строительной академии Берлина. В дальнейшем, в 1859—1903 годах, он был профессором истории архитектуры Берлинских Строительной академии и Высшего технического училища. Весной 1869 года Фридрих Адлер был избран председателем прусской Ассоциации архитекторов (Architektenvereins).
Из публикаций Адлера середины 1880-х годов внимание археологов и историков архитектуры привлекло обширное предисловие к книге «Тиринф» его друга Генриха Шлимана (Tiryns. Der prähistorische palast der könige von Tiryns, 1886).
10 октября 1895 года Фридрих Адлер был утверждён начальником отдела строительства в Строительной академии Берлина. За этим последовала серия высоких наград и почётное членство в Немецком археологическом институте (1895). Столь же почётным было участие Адлера в поездке кайзера Вильгельма II в Иерусалим (1898), кульминацией которой стало открытие церкви Искупителя (Erlöserkirche), в День Реформации 31 октября, возведённой по проекту Адлера в средневековом «романском стиле».
В апреле 1900 года Адлер подал в отставку с постов в Министерстве общественных работ и Строительной академии. Но он продолжал преподавать ещё в течение трёх лет. За это время богословский факультет Университета Фридриха Вильгельма и архитектурный факультет Технического университета Шарлоттенбурга удостоили его звания почётного доктора (1902—1903). Фридрих Адлер окончательно оставил преподавательскую деятельность в летнем семестре 1903 года. Однако продолжал научную работу.
В 1906 году Адлер опубликовал сборник небольших очерков, написанных в течение сорока лет, под названием «К истории искусства» (Zur Kunstgeschichte). В книгу вошли, в частности, его исследования и графические реконструкции таких выдающихся античных построек, как Александрийский маяк и Мавзолей в Галикарнасе.
Фридрих Адлер скончался незадолго до восьмидесяти одного года в своей квартире в Шарлоттенбурге на Майнекештрассе 18. На его похоронах 18 сентября 1908 года на кладбище Фридрихсвердер на Бергманнштрассе присутствовали многие представители архитектурной и академической жизни Берлина. Его могила не сохранилась.
23 марта 1909 года в Техническом университете Шарлоттенбурга состоялась большая выставка работ Фридриха Адлера. В мае 1909 года Технический университет и Ассоциация берлинских архитекторов провели поминальную службу по Фридриху Адлеру в большом зале Технического университета Шарлоттенбурга. Прусское правительство планировало отметить работу Адлера мемориалом.
В числе его учеников Фердинанд Лутмер.

## Строительная и исследовательская деятельность
Фридрих Адлер — представитель архитектуры эклектизма. В своих работах согласно мировоззрению периода историзма он соединял элементы разных стилей и эпох: романской, готической, византийской архитектуры.
После сдачи экзаменов в 1850 году Фридриху Адлеру доверили строительство Петрикирхе (церкви Св. Петра) в Берлине на Шпиттельмаркте по проекту Штрака и завершение строительства Бабельсбергского замка, начатого Карлом Фридрихом Шинкелем и Генрихом Штраком. Благодаря профессиональным связям Шинкеля начинающий Адлер познакомился с ведущим немецким исследователем древности и археологом Эрнстом Курциусом, который нанял его в 1874 году в качестве рисовальщика для работы на раскопках древней Олимпии. Вместе с Курциусом он подготовил подробный отчëт о проведении археологических раскопок.
В 1851 году Адлер начал работу в архитектурном бюро Фридриха Штюлера. Кроме небольших частных зданий в Берлине, им в 1864—1869 годах построены в столице церкви Христа и св. Фомы (1863), церковь св. Елизаветы в Вильгельмсхафене (1869—1872), церковь апостолов Петра и Павла в Бромберге (1874—1879), памятники побед в Гельнхаузене и в Мариенбурге, музей в Олимпии (1888), кирха Инстербурга (1890).
Исследовательские интересы Фридриха Адлера вначале были ориентированы исключительно на античность, затем, в 1850-х годах, в лекциях, читаемых им в Строительной академии, он обратился к средневековой архитектуре. Осенью 1854 года Штюлер обязал его завершить строительство церкви Св. Варфоломея (Bartholomäuskirche) на Фридрихсхайне в готическом стиле. В то время ещё не существовало научных обмеров прусской средневековой архитектуры. Адлер составил и опубликовал большой набор таблиц с изображениями средневековых кирпичных зданий (Backsteinbauwerke) и церквей кирпичной готики (Backsteingotik) на территории прусского государства в нескольких частях (1859—1861).
По инициативе наследного принца Фридриха Вильгельма в 1871 году Адлер вместе с Эрнстом Курциусом предпринял трёхмесячную поездку в Малую Азию с целью изучения памятников античности. Это предприятие положило начало более поздним раскопкам Карла Хумана и Рихарда Бона в Пергаме.
Важной для Фридриха Адлера была поездка в Иерусалим, где ему предстояло осуществить подготовительные работы по строительству протестантской церкви Искупителя (Erlöserkirche), которая должна была возвышаться над руинами древнего храма крестоносцев (Kreuzfahrerkirche).
На обратном пути Адлер остановился в Риме, чтобы попытаться реконструировать первичную форму Пантеона. Результатом стала реконструкция, которая в последующие десятилетия считалась наиболее достоверной. В начале 1870-х годов в центре внимания Фридриха Адлера была античная Олимпия и раскопки священного Алтиса.
Адлер одним из первых организовал разделение работ. Важнейшая часть: архитектурное и топографическое обследование объекта находились в ведении архитектора; раскопки проводились рабочими, нанятыми на месте. За шесть лет работы в Олимпии (1874—1880) Курциус был душой археологических исследований, Адлер — организатором работ. Задача Адлера состояла в том, чтобы составлять подробные еженедельные отчеты и издавать новые директивы по раскопкам. Огромное количество находок ещё в процессе изысканий потребовало решения вопроса об их систематизации и последующем местонахождении коллекции.
В 1878 году Адлеру было поручено составление планов музея, а после преодоления трудностей и многих интриг в 1887 году был открыт Археологический музей Олимпии. Здание музея, стилизованное под древнегреческий храм дорического ордера, было спроектировано Фридрихом Адлером и Вильгельмом Дёрпфельдом.

## Основные публикации
- Строительная история Берлина (Die Baugeschichte von Berlin). 1861
- Берлинская Ратуша (Das Berliner Rathaus). 1861
- Средневековые кирпичные здания прусского государства. В 12-ти вып. (Mittelalterliche Backstein-Bauwerke des preußischen Staates). 1859—1898
- Мировые города в архитектуре (Die Weltstädte in der Baukunst). 1868.
- Здание Строительной академии К. Ф. Шинкеля в Берлине (Die Bauschule zu Berlin von C. F. Schinkel) 1869
- Исследования истории строительства в Германии. В 2-х т. (Baugeschichtliche Forschung in Deutschland). 1870—1879
- Пантеон в Риме (Das Pantheon in Rom). 1871
- Купол Скалы и храм Гроба Господня в Иерусалиме (Der Felsendom und die heilige Grabeskirche zu Jerusalem). 1873
- Стоя Аттала II в Афинах (Die Stoa des König Attalos II zu Athen). 1874
- В соавторстве с Э. Курциусом и В. Дёрпфельдом: Олимпия и окрестности. С картами и планами (Olympia und Umgegend). 1882
- Предисловие к: Шлиман Г. Тиринф. Доисторический дворец царей Тиринфа (Vorwort zu Tiryns. Der prähistorische palast der könige von Tiryns). 1886
- В соавторстве с Э. Курциусом: Олимпия. Результаты раскопок. В 5-ти вып. (Olympia. Die Ergebnisse der Ausgrabungen. I—V). 1890—1897
- Замковая церковь в Виттенберге, история ее строительства и реставрация (Die Schlosskirche in Wittenberg, ihre Baugeschichte und Wiederherstellung). 1895
- Духовная Германия (Das geistige Deutschland). 1898
- Евангелическая церковь Искупителя в Иерусалиме (Die evangelische Erlöserkirche in Jerusalem). 1898
- Мавзолей в Галикарнасе (Das Mausoleum zu Halikarnass). 1900
- Фарос в Александрии (Der Pharos von Alexandria). 1901
- К истории искусства (Zur Kunstgeschichte). 1906

## Галерея
- Петрикирхе в Берлине. Проект Г. Штрака. Строительство Ф. Адлера. 1850. Олеография XIX в.
- К. Д. Фрейданк. Дворец принца Вильгельма в Бабельсберге. 1838. Холст, масло. Проект К. Ф. Шинкеля. Строительство Ф. Адлера
- Церковь Св. Фомы в Берлине. 1863
- Церковь апостолов Петра и Павла в Бромберге (ныне Быдгощ). 1874—1879
- Церковь Св. Михаила Архангела в Инстербурге (близ Кёнигсберга, ныне Черняховск). 1883—1890
- Церковь Искупителя (Erlöserkirche) в Иерусалиме. 1898
- Музей Олимпийских игр (Старый археологический музей) в Олимпии. 1887